# Lourdes Urrea
Lourdes Urrea (Mazatlán, 17 de julio de 1954) es una escritora y conferencista mexicana, especializada en literatura infantil y juvenil. Escribió sus primeros poemas a la edad de doce años, y su primera historia de misterio cuando tenía dieciséis. Es autora de las populares series de terror juveniles Cuentos de escalofrío y Castillo del terror.

## Carrera
Las novelas cortas de Urrea se han utilizado en los Estados Unidos como material de lectura para estudiantes bilingües de grado medio. Es autora de los libros de idiomas Inglés para el estudiante latino y Español para el estudiante extranjero, y de dos libros de poesía, Versos prohibidos e Historias familiares.
Hasta la fecha ha escrito cerca de una treintena de obras. En noviembre de 2008 fue honrada con el nombramiento de Doctora Honoris Causa por el Consejo Latinoamericano de Excelencia en Educación por su contribución a la educación en los países de América Latina.